# Иванов, Сергей Владимирович (математик)
Сергей Владимирович Иванов (род. 31 мая 1972) — российский математик, доктор физико-математических наук, член-корреспондент Российской академии наук по отделению математических наук; избран 22 декабря 2011 года.
Основные работы относятся к дифференциальной и метрической геометрии.

## Биография
Окончил математико-механический факультет Санкт-Петербургского государственного университета в 1994 году, там же в 1996 году защитил кандидатскую диссертацию.
После этого работал в лаборатории геометрии и топологии ПОМИ РАН (по состоянию на 2014 год — ведущий научный сотрудник) и преподавал на математико-механическом факультете СПбГУ. В 2009 году получил степень доктора физико-математических наук.
С 19 июня 2017 года — главный научный сотрудник ПОМИ РАН.
С 2020 по 2024 год — декан факультета математики и компьютерных наук Санкт-Петербургского Государственного университета.

## Научный вклад
- Совместно с Дмитрием Бураго доказал гипотезу Хопфа о том, что риманова метрика на n-мерном торе без сопряжённых точек является плоской[2].

## Признание
- В 2010 году был приглашённым докладчиком на Международном конгрессе математиков в Хайдарабаде[3].
- В 2014 году за книгу «Курс метрической геометрии»[4] вместе с соавторами — Дмитрием Бураго и Юрием Бураго, был удостоен Премии Стила Американского математического общества в номинации «за математическое изложение»[5].
- В 2025 году стал первым лауреатом Международной премии за научные достижения в области математики, учрежденной РУДН. Премия присуждена С. В. Иванову за выдающиеся работы по метрической геометрии, решающие ряд открытых проблем и заложившие основы новых областей.